# Betty Boothroyd
Betty Boothroyd (Dewsbury, 8 oktober 1929 – Cambridge, 26 februari 2023) was een Brits politica van de Labour-Party. Ze was van 1992 tot 2000 als "Madam Speaker", de eerste en enige vrouwelijke speaker van het Britse Lagerhuis tot nu toe.
Voor haar politieke carrière werkte ze als danseres bij de "Tiller Girls", een bekende Britse revue-dansgroep.
Op 24 mei 1973 werd ze gekozen in het Britse Lagerhuis als Labour-afgevaardigde voor West Bromwich. Op 29 april 1992 werd ze gekozen tot speaker van het Britse Lagerhuis als opvolger van Bernard Weatherill. Het was voor het eerst in het 727-jarig bestaan van het Britse parlement dat een vrouw in deze functie werd gekozen. Ze bleef speaker totdat ze op 14 juli 2000 terugtrad. Ze werd opgevolgd door de Schotse Labour-afgevaardigde Michael Martin.
Koningin Elizabeth II verhief haar vervolgens als "Barones voor het leven" (Life Peer) in de adelstand tot Baroness Boothroyd, of Sandwell in the West Midlands. Sindsdien was ze lid van het Hogerhuis. In 2005 werd ze onderscheiden als lid in de Order of Merit. Ze was van 1994 tot 2006 kanselier van The Open University.
Boothroyd werd 93 jaar oud.
- Gemeinsame Normdatei: 119455560
- International Standard Name Identifier: 0000 0001 1511 6776
- Library of Congress Control Number: n96103172
- Nederlandse Thesaurus van Auteursnamen: 204308283
- Système universitaire de documentation: 118713426
- Virtual International Authority File: 79425443
- WorldCat: E39PBJh4rFXtMWrjVT4h9tGJXd